# Raynham Center, Massachusetts
Raynham Center, Massachusetts (енгл. Raynham Center) насељено је место без административног статуса у америчкој савезној држави Масачусетс.

## Демографија
По попису из 2010. године број становника је 4.100, што је 467 (12,9%) становника више него 2000. године.
| Група             | 2000.         | 2010.         |
| Белци             | 3.477 (95,7%) | 3.742 (91,3%) |
| Афроамериканци    | 38 (1,0%)     | 109 (2,7%)    |
| Азијати           | 41 (1,1%)     | 68 (1,7%)     |
| Хиспаноамериканци | 27 (0,7%)     | 61 (1,5%)     |
| Укупно            | 3.633         | 4.100         |